# Condylostylus breviciliatus
Condylostylus breviciliatus är en tvåvingeart som beskrevs av Octave Parent 1929. Condylostylus breviciliatus ingår i släktet Condylostylus och familjen styltflugor. Inga underarter finns listade i Catalogue of Life.